# Elodes limbatus
Elodes limbatus is een keversoort uit de familie moerasweekschilden (Scirtidae). De wetenschappelijke naam van de soort werd in 1937 gepubliceerd door Carter.